# No Exit (álbum de Blondie)
No Exit é o sétimo álbum de estúdio da banda Blondie, lançado a 23 de Fevereiro de 1999.
É o primeiro álbum de originais desde 1982, com The Hunter.
Em março de 2006, o álbum vendeu dois milhões de cópias em todo o mundo.

## Faixas
1. "Screaming Skin" (Ashby, Foxx, Harry, Stein) – 5:35
2. "Forgive and Forget" (Stein) – 4:31
3. "Maria" (Destri) – 4:51
4. "No Exit" (Ashby, Coolio, Destri, Harry, Stein) – 4:51
5. "Double Take" (Harry, Stein) – 4:12
6. "Nothing Is Real but the Girl" (Destri) – 3:13
7. "Boom Boom in the Zoom Zoom Room" (Ashby, Burke, Freeman, Harry, Valentine) – 4:08
8. "Night Wind Sent" (Ashby, Foxx, Harry, Stein) – 4:40
9. "Under the Gun (For Jeffrey Lee Pierce)" (Stein) – 4:09
10. "Out in the Streets" (Barry, Greenwich) – 3:03
11. "Happy Dog (For Caggy)" (Ashby, Harry, Stein) – 3:24
12. "The Dream's Lost on Me" (Ashby, Harry, Stein) – 3:19
13. "Divine" (Burke, Valentine) – 4:14
14. "Dig up the Conjo" (Destri, Harry, Stein) – 4:55

## Créditos
- Deborah Harry - Vocal
- Frank Infante - Guitarra
- Chris Stein - Guitarra
- Jimmy Destri - Teclados
- Nigel Harrison - Baixo
- Clem Burke - Bateria